# The Big Bus
The Big Bus (El autobús atómico en España y Cíclope, el autobús atómico en Hispanoamérica) es una película cómica de acción estadounidense de 1976 protagonizada por Stockard Channing y Joe Bologna y dirigida por James Frowley. La película es una parodia de otras producciones del género catastrófico.
El argumento se centra en el viaje inaugural de un enorme autobús articulado de 2 pisos con energía nuclear.

## Argumento
Varios científicos de la compañía de transporte Coyote Bus Lines al mando del profesor Baxter (Harold Gould) diseñan un autobús con energía nuclear al que llaman "Cíclope", el cual debe conectar las ciudades de Nueva York y Denver sin escalas, hasta que de pronto se produce una explosión. No tardan en averiguar que se trata de un atentado que mata a los dos conductores y que casi le cuesta la vida al encargado del proyecto.
Una vez se recupera, este le pide a su hija Kitty Baxter (Stockard Channing) que busque a su antiguo novio y también conductor Dan Torrance (Joseph Bologna), junto a él le acompañará de copiloto O'Brien (John Beck), conocido como "el Cunetas" por su manía de desviarse hacia los arcenes y por quedarse dormido al volante.
Mientras tanto, un hombre dependiente a un pulmón de acero conocido como "Iron Man" (José Ferrer) trata de destruir el vehículo con la ayuda de su secuaz Alex (Stuart Margolin).
Dos semanas después del atentado, el "Cíclope" recién hace su debut. Además de los 3 tripulantes, se subieron a bordo, entre otros pasajeros, a una pareja que quiere el divorcio, al padre Kudos, un cura que perdió su fe, Dr. Kurtz, un veterinario desgraciado, Emery Bush, un señor que le queda pocos meses de vida, y Camille Levy, cuyo padre falleció en el accidente en el Monte Diablo.
Al principio, el "Cíclope" tuvo una aceleración exitosa, y Torrance rompió la barrera del viento de 90 MPH (144 KM/H). Sin embargo, se detectaron varios problemas: no se podían cambiar las ruedas traseras, pero ocurrió algo peor: Torrance descubrió una bomba instalada por Alex días antes del viaje. Si bien Torrance desactivó la bomba, segundos después, otra bomba no detectada explotó destruyendo parte del núcleo y el autobús quedó fuera de control. Ni siquiera pudo detener con las espumas interceptoras creadas por los bomberos. Torrance ahora debe terminar el viaje hacia Denver, pero también debe enfrentarse a las curvas, sobre todo, a una en donde murió su padre. Torrance casi pasa, no sin antes que una camioneta Chevrolet de 1950 se estrellara contra el autobús, y posteriormente terminó en la punta del acantilado. Para salvar el autobús, Torrance y "el Cunetas" llamó a todos los pasajeros que llegaran al centro y posteriormente vertiera todas las gaseosas en la parte trasera. Adicionalmente, Torrance lanzó el gancho hacia un árbol y "el Cunetas" vació el maletero para aligerar más peso.
Mientras tanto, Alex convence a "Iron Man" de usar el terremoto, pero accidentalmente accionó en su contra en vez del autobús, matando a "Iron Man" en el proceso.
De vuelta en el camino, el "Cíclope" llega a su destino, pero 40 kilómetros antes que llegara a Denver (25 millas para ser exactos), el autobús se partió en 2, asustando a los pasajeros y terminando la película.

## Reparto
- Joseph Bologna es Dan Torrance.
- Stockard Channing es Kitty Baxter.
- Rene Auberjonois es Father Kudos.
- John Beck es "Cunetas" O'Brien.
- Ned Beatty es Shorty Scotty.
- Bob Dishy es Dr. Kurtz
- Murphy Dunne es Tommy Joyce.
- José Ferrer es Ironman.
- Ruth Gordon es la Anciana.
- Harold Gould es Pr. Baxter
- Larry Hagman es el Médico del parking.
- Howard Hesseman es Jack.
- Sally Kellerman es Sybil Crane.
- Stuart Margolin es Alex.
- Richard Mulligan es Claude Crane.
- Lynn Redgrave es Camille Levy.
- Vito Scotti es Barbero.
- Richard B. Shull es Emery Bush.
- Vic Tayback es Goldie.

## Aspectos técnicos
"Cíclope" fue un autobús articulado de 2 pisos que usaba energía nuclear. La parte frontal trae ventanas gigantes mientras que la parte trasera tiene un potente motor con un diseño similar al de los cohetes espaciales. La parte inferior usa 32 ruedas, debido al gran tamaño y peso. En la cabina del chofer, soporta 2 volantes, debido a que el autobús debe ser operado por dos pilotos. En el interior soporta 110 pasajeros, y está equipado con una taberna que incluye un piano, una piscina, una zona de bolos, el comedor del capitán, un baño privado con tina, y una cocina. En caso de accidente nuclear, cuentan con trajes nucleares y mangueras respiradoras. En el exterior tiene un autolavado exterior, un sistema de cambio de ruedas en ruta, y en el techo se puede mostrar banderas de todos los países, si estas son desplegadas. Se compara al "Cíclope" con Neoplan Jumbocrusier, pero con la diferencia de que ese autobús articulado de 2 pisos creado en Alemania soporta 170 pasajeros y que debutó en 1975. La línea ficticia que opera el "Cíclope" es Coyote Bus Lines, una parodia de Greyhound Lines. Actualmente, este autobús fue descartado después de que terminara la grabación de la película.